# Boeddhisme in Japan

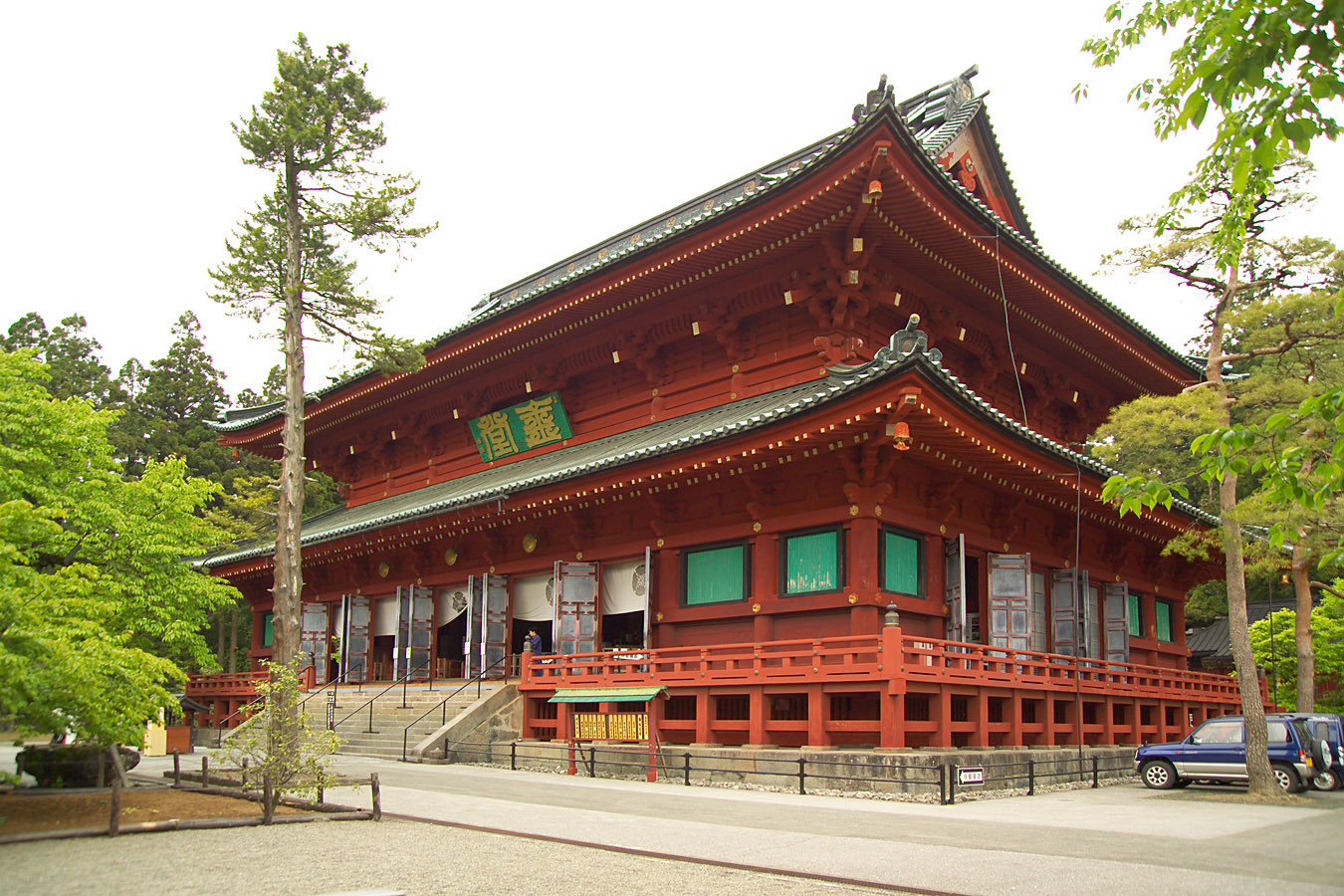
Rinno-ji in Nikko

Het boeddhisme in Japan is begin 21e eeuw onder te verdelen in met name drie hoofdstromingen: het Zuiver Land-boeddhisme, het Nichiren-boeddhisme en het zenboeddhisme. Het boeddhisme kreeg in Japan in de 6e eeuw voet de grond.

## Geschiedenis
De Japanse geschiedenis van het boeddhisme wordt meestal ingedeeld in drie periodes: de Naraperiode (552 tot 794), de Heianperiode (794 tot 1191) en de Kamakuraperiode (vanaf 1185). In elk van deze periodes werden er nieuwe theorieën geïntroduceerd.

### Tijdlijn
- 654: Dosho introduceert de Hosso (Faxiang, Oost-Aziatische Yogācāra).
- 736: Bodhisena introduceert de Kegon (Huayan, Avatamsaka).
- 753: Ganjin introduceert de Ritsu (Lu, Vinaya).
- 807: Saicho introduceert de Tendai (Tiantai).
- 816: Kukai sticht het Shingon (Zhenyan).
- 1175: Honen introduceert het Zuiver Land-boeddhisme.
- 1191: Eisai introduceert de Rinzai (Linji).
- 1227: Dogen introduceert de Sotot (Caodong).
- 1253: Nichiren sticht het Nichiren-boeddhisme.
- 1282: Nichiren-boeddhisme splitst zich op in meerdere scholen.
- 1654: Ingen introduceert de Obaku (Huangbo).

### Naraperiode (552-794)
Het jaar 552 - ook 538 wordt wel genoemd - wordt vaak aangeduid als het introductiejaar van het boeddhisme in Japan en als beginpunt van de Naraperiode (552-794). Dit was het jaar dat een Koreaanse afgezant verscheen voor keizer Kimmei van Japan.
Er zijn echter ook Chinese bronnen die spreken van een eerdere introductie, namelijk in de 2e eeuw via de Zijderoute vanuit het Chinees Keizerrijk. Toen waren de Japanners echter nog niet ontvankelijk voor deze religie, in tegenstelling tot keizer Kimmei die het boeddhisme in de 6e eeuw omarmde en het een fantastische doctrine noemde.

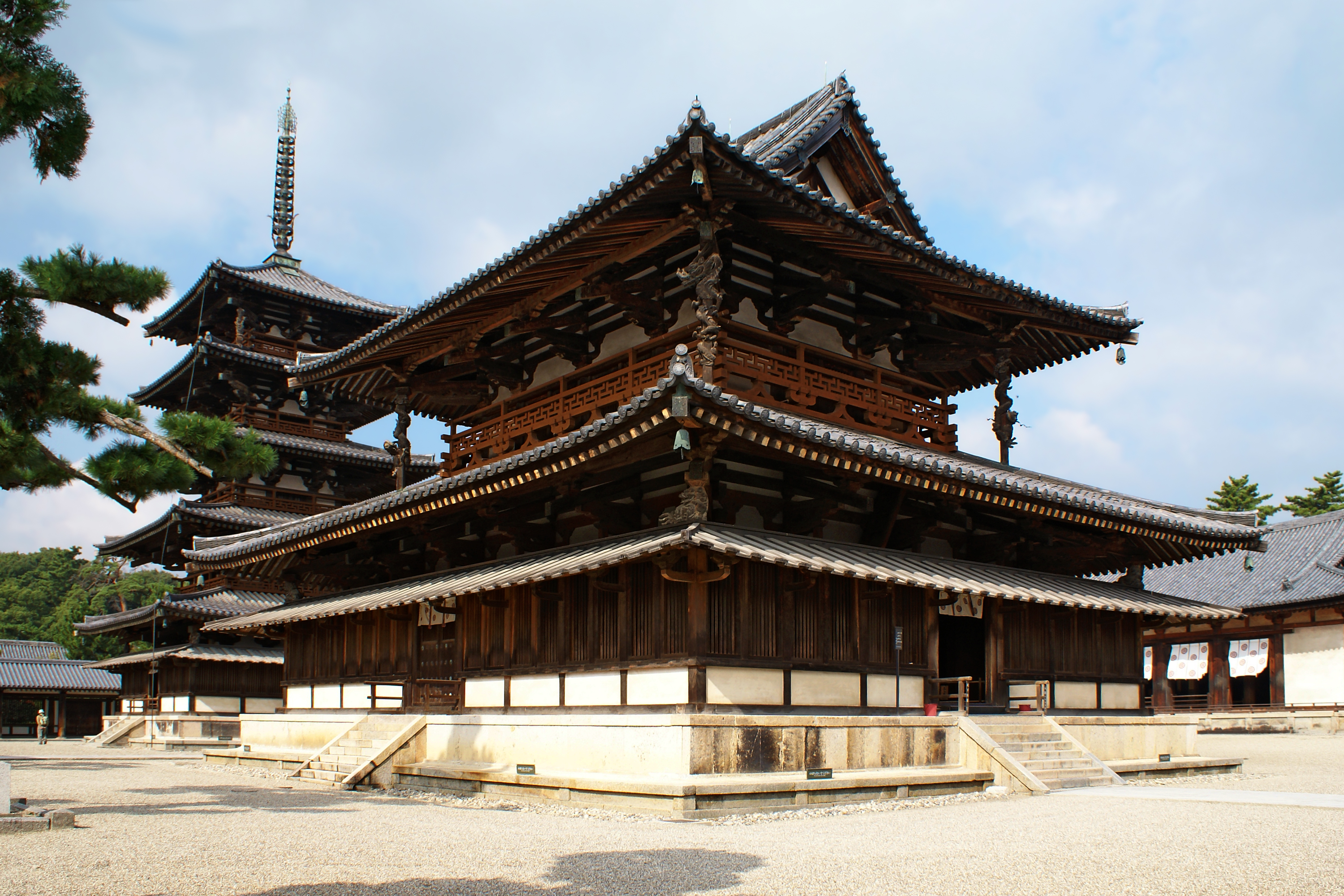
Horyu-ji, gesticht in 607

In de eerste decennia stuitte de aanwezigheid van het boeddhisme nog op verzet, totdat keizer Yomei het boeddhisme in 585 officieel erkende. Keizer Shotoku Taishi benoemde het boeddhisme tijdens zijn regering (593-621) tot officiële religie van het land en hij beval zijn onderdanen de Drie Juwelen te vereren: de Boeddha, de dharma en de sangha. De keizer schreef ook zelf enkele commentaren bij soetra's, stimuleerde boeddhistische studie en liet verschillende boeddhistische tempels bouwen.
De heersende leer van deze tijd was de sanron (sanlun zong) uit de madhyamakatraditie van het mahayanaboeddhisme. In de laatste episode van de Naraperiode, van 710 tot 794, waren er inmiddels zes tradities uit China. Naast de sanron waren dat de kusha, hosso, jojitsu, ritsu en kegon, waarbij de laatste traditie van groot belang was voor de keizers in Japan. Later, in de 9e eeuw, werden deze tradities officieel erkend.

### Heianperiode (794-1191)
De jaren 794 tot 1191 omvatten de Heianperiode in het Japans boeddhisme. De periode werd ingeluid in 794 toen Heian-kyo, het tegenwoordige Kioto, werd uitgeroepen tot hoofdstad van Japan. In deze tijd ontstonden er steeds nauwere banden tussen de geestelijkheid en de keizerlijke monarchie en werd het boeddhisme opnieuw de officiële religie van het land. De tendai en shingon waren de overheersende boeddhistische stromingen in Japan.
Medio 10e eeuw kwam het Zuiver Land-boeddhisme op. Deze stroming vestigde zich later in de Kamakuraperiode met de tradities jodo shu en jodo shinshu.

### Kamakuraperiode (vanaf 1191)

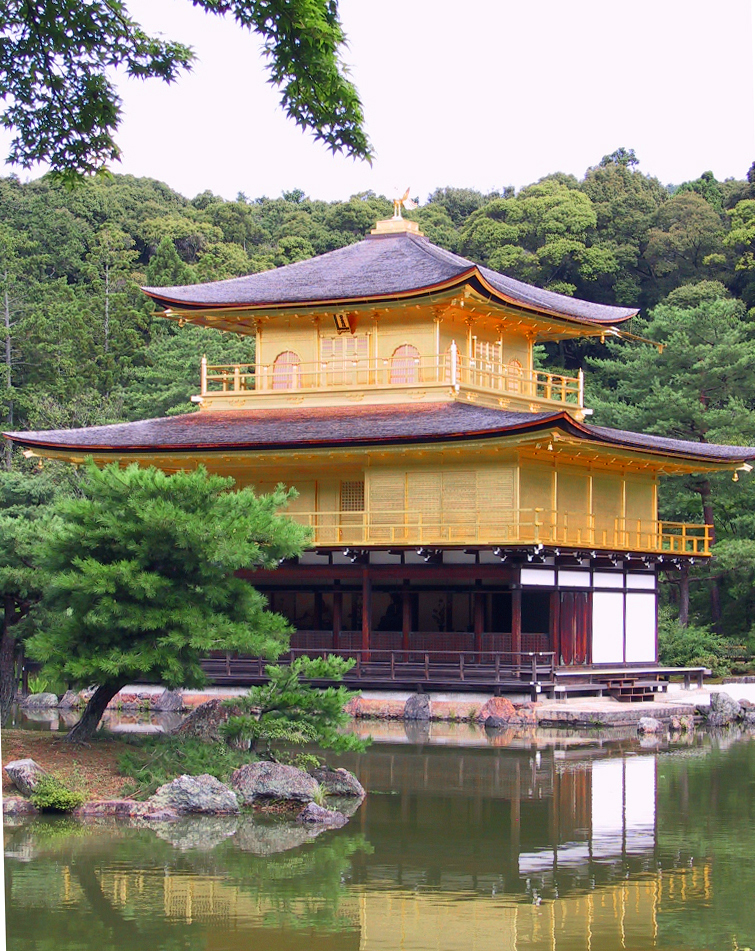
Kinkaku-ji, de tempel van het Gouden Paviljoen in Kioto, gesticht in 1398

Het jaar 1191 luidt de Kamakuraperiode in met de introductie van het chanboeddhisme uit China, dat zich in Japan verder ontwikkelde als het zenboeddhisme. Tot in de 21e eeuw is dit de leidende boeddhistische traditie in Japan gebleven.
Binnen het zenboeddhisme werden twee tradities dominant, de soto zen en de rinzai zen. Vervolgens werd in de 13e eeuw nog het Nichiren-boeddhisme ontwikkeld, waarna het boeddhisme zich in Japan in de eeuwen erna niet drastisch meer wijzigde. Het shintoïsme werd in de 19e eeuw uitgeroepen tot staatsreligie.

### Tokugawaperiode (vanaf 1603)
De Edoperiode was een tijd van enorme culturele bloei; een tijd waarin de studie van wetenschappen een grote boost kreeg door het bestuderen van westerse natuurkunde en techniek, waarin Japan voor het eerst te maken kreeg met Europa en de Europese mentaliteit, waarin de schone kunsten zich steeds meer ontplooiden en dingen voortbrachten als ukiyo-e, geisha, kabuki en bunraku.
Het is de tijd van het Tokugawa-Shogunaat, een regering die heel sterk in zijn schoenen stond en een streng beleid voerde, voornamelijk inzake buitenlandse politiek en religie.
Ook voor het boeddhisme is er veel gebeurd tijdens deze periode.

## Nationalisering van het boeddhisme
Tijdens de Edo-periode werd het boeddhisme genationaliseerd door van de religieuze inquisitie en het danka-systeem een instituut te maken, gecontroleerd door de staat. Het danka-systeem was een registratieformule waarmee een familie verbonden was aan een tempel, in feite gewoon een register om het aantal boeddhistische families bij te houden. De monniken dienden de census bij te houden als officiële monniken van de shogun.

### Begin van de nationalisering
Nadat hij shogun was geworden, wenste Tokugawa Ieyasu als militair gekante leider meer controle over de boeddhistische kloosters. Zij waren immers rijk en hadden grote hoeveelheden land zodat ze legers konden huizen om zich te verdedigen; ze waren een kracht om rekening mee te houden.
Hij verordonneerde controle over de tempels (ji-in shohatto 寺院諸法度), te beginnen met het 'Kooyasan tempel controle besluit' in 1601. Hij bleef de besluiten sturen naar elke invloedrijke tempel tot in juli 1615. Deze tempels werden de hoofdtempels van de respectievelijke boeddhistische sekten.
De inhoud van elke ordonnantie verschilde per tempel. Het meest voorkomend waren de intrekking van het recht van de tempel om militaire aanwezigheid te weigeren. Voordien konden tempels aan elke militaire bevelhebber  (shugo, landheren of gouverneurs die het militaire bevel voerden in een provincie) de toegang weigeren tot hun domeinen; dit was dus niet langer het geval.
Ook werden de kloosters geherdefinieerd als leeromgevingen, er ontstonden ook kleine tempelschooltjes waar landlieden konden leren lezen, dit hielp de alfabetiseringsgraad van Japan enorm omhoog.
Deze besluiten zorgden dat geleerde monniken zich konden aansluiten bij historische tempels en hun leven weiden aan de studie en propagatie van het boeddhisme; dingen die vandaag de dag niet meer dan normaal lijken voor een religieuze instelling, maar in die tijd hadden de tempels Enrakuji, Kofukuji en Koyasan en enkele kleinere anderen grote groepen gewapende monniken. Tokugawa Ieyasu probeerde hen te ontwapenen, in te zetten voor de studie van de boeddhistische leer en de verspreiding ervan en op hetzelfde moment trachtte hij hen onder controle van het shogunaat te stellen: ze waren een machtsmiddel en tegelijk een bedreiging. Elk besluit had ook een individuele naam per sekte, zoals de "shingon-sekte controle ordonnantie" wat ook zorgde voor meer samenhang tussen de hoofdtempel en de zijtempels van elke sekte, hetgeen een sterkere consolidatie van het boeddhisme in het algemeen teweegbracht.
De beleidsregels van het Edo shogunaat herstructureerden de boeddhistische sekten en fundeerden de Shingon-, Jodo- en Nichiren-sekten, die vandaag de dag nog steeds bestaan.

### Suden en tenkai
De 2 monniken Suden en Tenkai waren tijdens hun leven grote promotors van de Tokugawa clan en hun visie op het boeddhisme, ze zorgden eigenhandig voor de verdere verspreiding van de macht en faam van de Tokugawa als voor de consolidatie van het boeddhisme.

#### Suden
Suden's volledige naam was Ishin Suden (以心巣伝), hij werd echter ook Konichi-in Suden of Denchooroo genoemd. Hij werd geboren als tweede zoon van Isshiki Hidekatsu (一色秀勝) in kii (nu wakayama. Zijn vader stierf op jonge leeftijd, en Suden ging in het Nanzenji-klooster in Kyoto, waar hij Rinzai-Zen boeddhisme studeerde. Later diende hij als hogepriester in het Kenchoji in Kamakura en ook in het Nanzenji.
In 1608 werd hij uitgenodigd door Tokugawa Ieyasu naar diens geboortestad Sumpu (nu Shizoka) waar hij de Kinchi-in tempel oprichtte en daar woonde.
Na de dood van Ieyasu, verhuisde hij naar Edo. Gezien hij een vertrouweling was van Ieyasu, maakte het shogunaat hem hoofdverantwoordelijke voor het opstellen van beleidsregels voor tempels en diplomatieke administratie.
Toen Toyotomi Hideyori (豊臣秀頼) het Boeddhabeeld in Hokoji liet restaureren, liet hij een inscriptie graveren op de bel: "moge de staat vredig en welvarend zijn, in het oosten groet ze de bleke maan, in het westen de opgaande zon". Suden klaagde dat dit zeer beledigend was voor de Tokugawa, gezien zij hun macht vooral in het oosten hadden en de inscriptie insinueerde dat hun macht al voorbij was en in de nacht lag. Dit was de aanzet voor de latere Ōsaka no Jin (大坂の陣), een serie gevechten van de Tokugawa tegen Hideyori waarbij de macht van de Toyotomi compleet werd verpulverd.
Toyotomi Hideyori schreef ook de Ikoku Nikki (kroniek van het buitenland) en de Honkō Kokushi Nikki (kronieken van meester Honko), twee werken die van groot belang zijn als bronnen over de diplomatieke betrekkingen in die tijd en specifieke gebeurtenissen.

#### Tenkai
Tenkai (天海) is geboren in Aizu (in het huidige prefectuur Fukushima), noch zijn geboortejaar, noch zijn familie is bekend. In 1590 begon hij boeddhisme te studeren onder Gokai (豪海) in de Kawagoe Kitain-tempel. Hij woonde in Nanko-in in Hieizan Enryakuji in 1607. Het volgende jaar had hij de eer om Ieyasu te ontmoeten en verwierf zijn gratie. Hij deed veel moeite om de kloosters Enryakuji te restaureren en om Nikkōsan (Tochigi) te ontwikkelen.
Na de dood van Ieyasu confronteerde Tenkai Suden over diens postume titel. Volgens Suden moest die Daimyojin worden (grote goede godheid), terwijl Tenkai Toshogongen opperde (Tosho-incarnatie van de Bodhisattva (boeddha)). Tenkai won het pleit en Ieyasu kreeg van de keizer de titel Toshonongen en het graf van Ieyasu werd verhuisd van Kunosan naar Nikko.
Met de steun van Tokugawa Iemitsu (徳川家光)(1604-51) bouwde hij Toeizan Kan-eiji in Ueno, edo, in 1625. Daar publiceerde hij Issai-kyo, de complete collectie van 6323 boeddhistische geschriften. Deze collectie was al vaak gepubliceerd in Korea, maar in Japan was de collectie van Tenkai de eerste. De publicatie duurde 12 jaar, van 1637 tot 1649. Tenkai stierf vijf jaar voor de voltooiing van zijn werk.

## Incident van het purperen habijt
In 1613 verordonneerde de Shogun dat het niet langer mogelijk was voor de keizer om de hogepriester van een tempel aan te wijzen zonder het shogunaat daarin te betrekken. Alle aanvragen om een hogepriesterschap toe te kennen moesten eerst passeren langs de Shogun alvorens ze konden worden goedgekeurd. Een serieuze slag voor de keizer, voor wie dit een grote bron van inkomsten was, gezien de monniken nogal wat moesten betalen voor hun titel. Daarenboven versloeg het Tokugawa-shogunaat Toyotomi Hideyori in 1615 en sprak de Wet over de militaire diensten, de Wet voor het keizerlijk hof en de Wet voor de hoofdtempel en de sekten uit om zijn macht over de alle militaire, keizerlijke en religieuze activiteiten nog te verstevigen.
Hierbij was een regeling voor Daitokuji, een Rinzai-zen tempel, opgericht door Sōhō myōchō (1282-1337), het werd een tempel die bad voor het keizerlijke goed. Ze werd half vernietigd tijdens de Onin en Bunmei-oorlogen, maar werd gerestaureerd door Ikkyu Sojun. In 1582 werd de begrafenis van Nobunaga daar gehouden door Hideyoshi. Belangrijk aan deze tempel was dat ze onder de autoriteit van het hof viel, en niet onder die van het shogunaat. Deze regeling stelde dat om hogepriester te worden van Deitokuji, de monnik 30 jaar training moest ondergaan en 1700 opdrachten moest vervullen om verlichting te bereiken en men een heel aantal mentors gehad moest hebben. 
In plaats van zich te houden aan deze regeling, schreef men niet naar de shogun, maar naar de keizer in verband met de aanbevelingen voor hogepriester die deze volgde en de hogepriester aanstelde. In 1628 echter draait het shogunaat deze beslissing terug.
De priesters van Daitokuji schreven ook een brief naar de Shogun dat ze het niet eens zijn met zijn verordonnering over het bereiken van verlichting. Dit zinde de Shogun echter niet en hij verbande hen naar Dewa kaminoyama. Dit bevel ging duidelijk in tegen keizer Go-Mizunō (後水尾)(1596-1680) en deze zag zich genoodzaakt af te treden. Dit wordt "het incident met het purperen habijt" genoemd omdat de hogepriesters in die tijd een purperen habijt droegen.

## De Shimabara-opstand en het Danka-systeem
Van oktober 1635 tot maart 1638 gebeurde er een incident dat nogal een impact had op het religieuze beleid van het shogunaat: de Shimabara-opstand. Mensen op het schiereiland van Shimabara in de Hizen provincie (nu Nagasaki) en op het eiland van Amakusa in de Higo provincie (nu Kumamoto) verenigden zich met christenen in de regio in een opstand met Amakusa Shiro Tokisada (天草四郎時貞) als leider. 
Deze regio was zeer christelijk gezind en als vanzelfsprekend was er een diepe ontevredenheid jegens het anti-christelijk beleid van het shogunaat. De kasteelheer van Shimabara, Matsukura Katsuie (松倉勝家) (1597-1639) legde ook veel te zware belastingen op aan zijn volk. De boeren revolteerden en versloegen de troepen van Matsukura, het shogunaat mobiliseerde ongeveer 124.000 man en spendeerde zo'n 38.000 ryô aan het neerslaan van de opstand. Nadien stelde het shogunaat de hoofden van 4 leiders tentoon aan het kasteel in Nagasaki, alsmede de hoofden van 14.000 vermoorde christenen.
Deze opstand zorgde ervoor dat het shogunaat zich zorgen maakte over het verband tussen de christelijke invloed en de revolte van de boeren en verstrakte zijn anti-Christelijke houding en beleid.
Op hetzelfde moment verstevigde het zijn eigen religieuze inquisitie en Danka-systeem. De inquisitie moest christenen opsporen en was een nationaal gegeven. 
De religieus inquisiteur was Inoue Masashige (井上政重). Mensen die als christen werden ontmaskerd werden naar hem gestuurd en hij oordeelde dan.
Er was ook een tempelregister, ingevuld door boeddhistische monniken: het diende om na te gaan of iemand een geregistreerd boeddhist was. Later werd deze taak overgedragen van de monniken naar het dorpshoofd, waar het ook het officiële bevolkingsregister werd.
Om aan te geven dat iemand geen Christen was, moest men nu een terauke bezitten: een officieel certificaat dat men tot een bepaalde tempel behoorde; dit stond bekend als het Danka-systeem. Het bestond voordien ook al. Families waren verbonden aan boeddhistische tempels door middel van dit systeem, maar nu was het een vereiste geworden. Op deze manier, dankzij het striktere Danka-systeem en de strengere vervolging van het christendom, werd het boeddhisme nog versterkt als religie. De monniken werden als het ware ambtenaren van het shogunaat.
Als gevolg van dit Danka-systeem deden de monniken echter nog weinig moeite om nog mensen te lokken naar hun tempel: zij zaten er toch al aan vast en engageerden zich voornamelijk nog in begrafenisceremonies. Vanaf dat moment verscheen het beeld van de Japanse monnik die zich enkel bezighoudt met begrafenissen.

## Boeddhisme en de Edo-Cultuur
In de Edo-periode kreeg het boeddhisme zijn status als staatsreligie en oefende het een invloed uit op vele aspecten van de pre-moderne maatschappij. Het was een belangrijke bron van cultuur, zeker ook voor toneel en entertainment. Rakugo bv, een komische verhaalvertelling. Ook Koodan, een andere vorm van verhaalvertellen heeft zijn oorsprong bij de propagatie van boeddhisme aan de gewone man. Men neemt aan dat traditionele mondelinge literatuur is voortgekomen uit het prediken van soetra's en de leer van Boeddha aan het gewone volk. In de Edo-periode veranderde vertellen van een traditioneel boeddhistisch gegeven in een aparte kunstvorm. In deze zin was het boeddhisme de bron van cultuur in het Edo-tijdperk.

## Hedendaagse stromingen
Na de Tweede Wereldoorlog in Azië stond het boeddhisme in Japan in het teken van hervormingstreven en aanpassing aan de moderne tijd. Nieuwe volksbewegingen als de Soka Gakkai, Kai Risshō Kōsei Kai en Nipponzan-Myōhōji-Daisanga kwamen op en er was sprake van een toenemende interesse voor het boeddhisme in het land.
België · Cambodja · China (Hongkong · Tibet) · India · Indonesië · Japan · Korea · Myanmar · Mongolië · Nederland · Rusland · Sri Lanka · Taiwan · Thailand